# مقدمو الرعاية الأسرية
مقدمو الرعاية الأسرية (المعروفون أيضًا باسم «مسؤولي الرعاية») هم «أقارب أو أصدقاء أو جيران يقدمون مساعدة تتعلق بعجز بدني أو عقلي أساسي، لكنهم لا يتلقون أجرًا على هذه الخدمات.» 
يمكن لمقدمي الرعاية الأسرية تقديم مجموعة كبيرة من الخدمات لمتلقي الرعاية، مثل: تقديم الدواء والعلاج الطبيعي، والمساعدة في المهام اليومية (ويشمل ذلك العناية الشخصية، وتخطيط الوجبات وإعدادها، وتناول الطعام، بالإضافة إلى السير، والجلوس، والنهوض)، ومقابلة موفري الرعاية الصحية، والمراقبة اليومية والنشاط (خاصةً في حالات الاعتلال المعرفي، مثل مرض الزهايمر)، وتنسيق الجداول الزمنية والأنظمة العلاجية، والمساعدة في الجوانب المالية والإدارية المتعلقة بالرعاية الطبية أو إدارتها، والتأمين الصحي، وغير ذلك الكثير. ويمكنهم، كذلك، تقديم الدعم النفسي للتكيف مع المرض.
تشير إحدى الدراسات الحديثة إلى أن 26.5% من إجمالي البالغين الأمريكيين يؤدون دور مقدمي الرعاية الأسرية. ويوضح تقرير صدر عام 2012 أعدته رابطة الزهايمر الأمريكية أن 15 مليونًا من هؤلاء الأفراد يقدمون الرعاية لأشخاص يعانون من الزهايمر أو أحد أمراض الخرف الأخرى. وقُدِرت قيمة خدمات الرعاية التطوعية «دون أجر» من قِبل مقدمي الرعاية بمبلغ 310 مليارات دولار في عام 2006 - أي ما يبلغ نحو ضعف ما أُنفِق بالفعل على الرعاية المنزلية وخدمات التمريض مجتمعةً. وهو ما يزيد عما أنفقته الحكومة الأمريكية على برنامج ميديكيد، وعن عجز الميزانية الفيدرالية. بحلول عام 2009، كان هناك نحو 61.6 مليون مقدم رعاية يقدمون خدمات الرعاية «دون أجر» بقيمة تجاوزت مبلغ يُقدَر بنحو 450 مليار دولار. ومن المتوقع أنه بحلول عام 2030، واحد من بين كل خمسة مواطنين أمريكيين سيبلغ من العمر 65 عامًا أو أكثر. وبحلول عام 2050، من المتوقع أن يتضاعف هذا العدد من كبار السن. والأنظمة الحكومية الأمريكية، مثل الضمان الاجتماعي وبرنامج ميديكير، ليست مؤهلة لاستيعاب هذا العدد المتوقع من كبار السن الذين سيتطلبون هذه الخدمات، ولا سيما لعدد السنوات الطوال التي سيكون هؤلاء المسنون مؤهلين فيها للحصول على المزايا التي تقدمها هذه الأنظمة. ومن ثم، ستصير البدائل لهذه البرامج جانبًا متزايد الأهمية في مجتمعنا المتغير. ويمكن لمقدمي الرعاية الأسرية المساعدة في سد هذه الفجوة.

## خبرة مقدمي الرعاية الأسرية
توصلت دراسة أُجريت على مقدمي الرعاية الأسرية في عام 2011 بالولايات المتحدة إلى أن نحو نصف (46%) عدد هؤلاء الأفراد يتولون القيام بمهام تُعَد عادةً "تمريضية" أو "طبية"، مثل الحقن، والعناية بالجروح، وتشغيل المعدات وأجهزة المراقبة الطبية. ورغم أن تولي مقدمي الرعاية الأسرية لمثل هذه المسؤوليات ليس أمرًا جديدًا، فإن معدل تكرارها ربما يكون قد زاد بمرور الوقت نظرًا لأن مدة الإقامة بالمستشفيات صارت أقصر، إلى جانب تزايد فترة بقاء البالغين على قيد الحياة مع معاناتهم من أمراض خطيرة، وحدوث تطورات تكنولوجية وتطورات في الرعاية الصحية، مما سمح بتقديم قدر أكبر من الرعاية الطبية والتمريضية في المنزل. ولهذا الاتجاه آثاره على الأسر والمرضى وأماكن تقديم الرعاية الأسرية ومنظمات الرعاية الصحية وشركات التأمين، ويشمل ذلك برنامجي ميديكير وميديكيد. وأشار أحد الأبحاث الذي أجرته جمعية المتقاعدين الأمريكية (AARP) في عام 2010 إلى أن "29%" من البالغين الأمريكيين، أي 65.7 مليون شخص، يعملون في تقديم الرعاية، ما يمثل 31% من إجمالي الأسر. ويقدم هؤلاء الأفراد 20 ساعة من الرعاية أسبوعيًا في المتوسط."
وتشير دراسة حول تقديم الرعاية الأسرية أُجريت في نوفمبر 2007 إلى أن معظم مقدمي الرعاية الأسرية يكون شعورهم بشأن خبراتهم أكثر إيجابية عن شعورهم قبل تحمل تلك المسؤولية مباشرةً، مع وجود اختلافات واضحة في التوقعات بين الفترة السابقة للعمل في تقديم الرعاية والخبرة الفعلية.
توصلت الدراسة كذلك إلى أن مقدمي الرعاية يتكبدون تكاليف مالية عالية في رعاية الزوج أو أحد الأبوين، لكن:
- ستين بالمائة من مقدمي الرعاية يصفون هذه التجربة بأنها «مرضية جدًا أو مرضية للغاية»، وهي نسبة تزيد بخمسين بالمائة عن عدد مقدمي الرعاية الذين اعتقدوا مقدمًا أن التجربة ستكون «مرضية جدًا أو مرضية للغاية». ونحو 80% (78.8%) من مقدمي الرعاية وجدوا التجربة «مرضية» على الأقل، وهي زيادة تُقدَّر بأكثر من الثلث مقارنة بالتوقعات الأولية.
- أغلبية مقدمي الرعاية - حوالي 54% - أسسوا علاقة قوية مع المرضى أثناء فترة بقائهم معًا.
- حوالي 60% من الأفراد الذين تناولتهم الدراسة أبلغوا عن حدوث تحسن في علاقاتهم بالأشخاص الذين كانوا يقدمون لهم الرعاية. على الجانب الآخر، أقل من 10% قالوا بأن هذه العلاقة قد ساءت أثناء فترة عملهم بتقديم الرعاية.
- تتراجع الأنشطة الاجتماعية لمقدم الرعاية، لكن تراجع الأنشطة الاجتماعية يحل محله ارتفاع في جودة العلاقة مع متلقي الرعاية.
- أكثر من ثلثي إجمالي عدد مقدمي الرعاية (68.7%) يقولون إنهم استمتعوا بالمهام المتعلقة بتقديم الرعاية. رغم ذلك، فقبل تولي هذا الدور، أقل من النصف (45.5%) كانوا يرون أنهم يستمتعون بهذه المهمة.
- توجد علاقة مباشرة بين قدر الرضا عن الرعاية ونوع المرض الذي يعاني منه متلقي الرعاية. فمن يقدمون الرعاية لأفراد يعانون من الاكتئاب، أو السرطان، أو أمراض القلب يعانون من صعوبة تفوق تلك التي يعاني منه من يرعى مرضى السكري، أو ارتفاع ضغط الدم، أو التهاب المفاصل.
- أكثر من 3/4 مقدمي الرعاية من الإناث. ونحو 3/4 من نطاق السن يتراوح من 35 إلى 59 عامًا.

معلومات أخرى عن مقدمي الرعاية في الولايات المتحدة:
- 1.4 مليون طفل - تتراوح أعمارهم من 8 أعوام إلى 18 عامًا - يقدمون الرعاية لأحد أقاربهم البالغين؛ 72% منهم يرعون أحد والديهم أو أجدادهم. ولحسن الحظ، معظمهم لا يقدمون الرعاية وحدهم.[9]
- 30% من مقدمي الرعاية الأسرية للمسنين يبلغون هم أنفسهم من العمر 65 عامًا أو أكثر؛ كما يتراوح عمر 15% آخرين بين 45 و54 عامًا.[10]

مكاسب مقدم الرعاية الصحية
مثلما هو موضح أعلاه، ثمة فوائد تعود على المرء من تجربة تقديم الرعاية. بل ويشير بحث حديث أيضًا إلى مكاسب في الوظائف المعرفية لدى السيدات المسنات اللاتي يقدمن رعاية غير رسمية (دون أجر) بشكل مستمر. أُجريت هذه الدراسة - التي تناولت شرائح عدة - على ما يزيد عن 900 مشارك في البداية، ثم بعد عامين أُجريت لمعرفة الذاكرة وسرعة المعالجة، وهما الوظيفتان اللازمتان لكثير من مهام تقديم الرعاية. قُسِم المشاركون إلى ثلاث مجموعات: من عملوا بتقديم الرعاية طوال فترة العامين، ومن عملوا بها في بداية الدراسة لكن دون استمرار على مدار العامين، ومن لم يعملوا بتقديم الرعاية في أي جزء من فترة البحث. وفي المتابعة، من عملوا بتقديم الرعاية طوال فترة الدراسة كانت نتائجهم هي الأعلى فيما يتعلق بالوظائف المعرفية، لكنهم سجلوا في الوقت نفسه أعلى مستويات الضغط العصبي، في حين كانت نتائج الوظائف المعرفية ومستويات الضغط العصبي هي الأقل لدى من لم يعملوا بتقديم الرعاية في أي وقت خلال فترة الدراسة. وتتسق هذه النتائج مع فرضية مقدم الرعاية المتعافي صحيًا، والتي تشير إلى أنه في حين يكون هؤلاء البالغون الأكبر سنًا، الذين يزيد احتمال عملهم كمقدمي رعاية، أكثر صحة من البداية، فإن العمل في الرعاية هو الذي يساعدهم في التمتع بصحة تفوق ما يتمتع به كبار السن الآخرون الذين لا يعملون بالرعاية. ويتناقض هذا النموذج مع الفكرة السائدة بأن الضغط العصبي المتعلق بتقديم الرعاية يؤدي إلى تراجع الكفاءة بمرور الوقت.
على النقيض من ذلك، توصل بحث لاحق إلى أن الفائدة التي تعود على مقدمي الرعاية الأسرية تختلف حسب صحة الشخص المتلقي للرعاية. فارتبط ارتفاع أعداد الحالات المزمنة بين متلقي الرعاية بتزايد الضغط العصبي الناجم عن العمل، والخوف من الوقوع في أخطاء مؤذية، وفرط الاحتراس، ومشاعر الإحباط وعدم التمتع بالصحة المثلى بين مقدمي الرعاية الأسرية. رغم ذلك، فقد أشار مقدمو الرعاية الأسرية إلى اقترابهم عاطفيًا من متلقي الرعاية، ومساهمتهم الإيجابية في حياة المتلقي. بالإضافة إلى ذلك، فقد ثبت أن للمهام الطبية والتمريضية أثرًا وقائيًا لمقدم الرعاية الأسرية. وتوصلت الأبحاث كذلك إلى أن معظم مقدمي الرعاية الأسرية أشاروا إلى أنهم لم يتلقوا تدريبًا في إدارة الأدوية من جهة احترافية، وإنما اكتسبوا المعرفة ذاتيًا.
رعاية مقدم الرعاية
رغم أن تقديم الرعاية قد يكون مرضيًا لكثيرين، فلا ريب أنه ضاغط للأعصاب.
وأحد أكثر النتائج السلبية شيوعًا للعمل في تقديم الرعاية التأثير سلبًا على الوقت والأنشطة. ففي أغلب الأحيان، يصير هذا الدور عملاً بدوام كامل، ولا يترك أية مساحة من الوقت لأداء الأنشطة الترفيهية التي كان مقدم الرعاية يحب المشاركة فيها قبل أن يصير مقدم رعاية أولية. ورغم أن ذلك يبدو نتيجة واضحة لتقديم الرعاية، فإنه سبب أساسي للشعور بالاكتئاب. وإذا لم تُتخَذ الخطوات اللازمة للتدخل وتزويد مقدم الرعاية الأولية بوقت للراحة، فلن يقتصر الأمر على إصابته بالاكتئاب فحسب، وإنما سيمقت دوره أيضًا  والآثار السلبية الأخرى للعمل كمقدم رعاية أولية غير رسمي يمكن أن تشمل أيضًا تكون علاقة غير مرغوب فيها بين مقدم الرعاية وزوج متلقي الرعاية، بالإضافة إلى التراجع في الصحة البدنية والذهنية لمقدم الرعاية، والعديد من المشكلات الصحية الناجمة عن العمل كمقدم رعاية أولية. وقد أُشير كذلك إلى أنه عند مقارنة مقدمي الرعاية بالأفراد الآخرين الذين لا يقدمون هذه الخدمات ويتساوون معهم بقدر معقول، وُجِد أن مقدمي الرعاية انخفضت لديهم الاستجابة للأجسام المضادة بنسبة 15%، مع ارتفاع معدل هرمونات الضغط العصبي في أجسامهم بنسبة 23%. ويشير ذلك إلى أن الضغط والتوتر اللذين يتعرض لهما مقدمو الرعاية يمكن أن يكون لهما أثر هائل على صحة هؤلاء الأفراد وقدرتهم على التعافي من المرض. لكن ثمة إستراتيجيات يمكن لمقدمي الرعاية والمجتمعات استخدامها للحد من آثار هذا الضغط الزائد. وتقديم نوع من الرعاية قصيرة الأمد هو أسهل وسيلة للتدخل من أجل الحد من هذا الأثر السلبي. وتتنوع هذه الرعاية في صورها، لكن المبدأ الأساسي لها هو تقديم رعاية مؤقتة للمتلقي عند غياب مقدم الرعاية الأولية. ويمكن أن تتراوح ما بين الخدمات غير الرسمية، مثل مجالسة شخص ما أثناء أداء مقدم الرعاية للمهام البسيطة، وخدمات أكثر رسمية مثل برنامج الخدمة النهارية للبالغين أو المبيت في المستشفيات أو دور الرعاية. ويتم توفير المعلومات والموارد والدعم عادةً من خلال مراكز رعاية المسنين والأقسام الصحية العامة المحلية، لكن هناك حاجة لمزيد من الأبحاث من أجل تحديد أي الخدمات أكثر نفعًا. وفيما يلي استعراض لاثنتين من الدراسات التي بحثت في فعالية برامج التدخل المختلفة على صحة مقدمي الرعاية.
برنامج التدخل الثاني «موارد تعزيز صحة مقدمي الرعاية لمرضى الزهايمر (REAS)» هو دراسة سريرية عشوائية قدمت تدريبًا ومعلومات تثقيفية عن الرعاية الذاتية، وكانت مخصصة لحاجات كل مقدم رعاية أو لمجموعة التدخل، أو مجموعة من المعلومات الصحية الأساسية ومكالمتين هاتفيتين غير تثقفيتين للمجموعة الضابطة. وقد تم تصميم كل برنامج تدخل للتعامل مع المشكلات الشخصية التي يواجهها كل مشارك عند استخدام المعلومات المقدمة من مقدم الرعاية في بداية الدراسة، واشترك الباحثون بشكل شخصي في 12 جلسة تمت عبر الهاتف أو وجهًا لوجه. وفي نهاية فترة الدراسة البالغة ستة أشهر، أشار من حصلوا على برنامج التدخل إلى حدوث تحسن لديهم في الصحة البدنية والنفسية، وتراجع في «العبء والانزعاج» المتعلق بمهام تقديم الرعاية، مقارنةً بمن كانوا في المجموعة الضابطة.
تناولت دراسة أخرى اختبار فعالية ثلاثة من برامج التدخل (مجموعة داعمة، وتقديم مؤلفات عن الرعاية الذاتية وتقديم الرعاية، وحركة إبداعية) على خمسة متغيرات مختلفة للصحة العقلية لدى فتيات يقدمن الرعاية لوالداتهن المريضات. واختارت كل مشاركة في الدراسة برنامج التدخل الذي راق لها، بدلاً من فرض البرنامج عليها عشوائيًا. وتم بعد ذلك تقييم المشاركات في الدراسة من ناحية ما يبلغن به من آثار كسرعة التأثر والاكتئاب والتوتر والضغط والتركيز، وطُلِب منهن تقييم برنامج التدخل المُختار بشكل مستمر. ومن خلال مقارنة نتائج المتغيرات الخمسة، أشارت المعدلات الذاتية لمجموعة الدعم إلى حدوث تحسن أكبر من ذلك الذي شهدته المجموعة التي حصلت على مؤلفات، في حين جاءت نتائج الحركة الإبداعية منخفضة للغاية بحيث لم تمثل قيمة مقارنة ذات معنى. واتسمت تقييمات المشاركات للتدخلات الثلاثة كلها بالإيجابية، مع استخدام مقدمات الرعاية لكلمات من قبيل: «مصادقة» و«تعزيز» و«راحة». واتفقت جميع المشاركات في الدراسة على أنهن سيخترن المشاركة ثانيةً، وفي مجموعة التدخل ذاتها. ومَن كُنّ في مجموعة الدعم وجدن أن التدخل كان مفيدًا للغاية؛ ما دفعهن للاستمرار في الالتقاء بعد انتهاء الدراسة. وبالنسبة لمقدمي الرعاية غير القادرين على الانضمام لإحدى مجموعات الدعم القريبة منهم، يمكن لمجموعات الدعم على الإنترنت، مثل منتدى مقدمي الرعاية تقديم مزايا مشابهة.

## المنظمات الوطنية والدولية
- الاتحاد الوطني لتقديم الرعاية (الولايات المتحدة)
- الاتحاد الوطني لتقديم الرعاية
- الاتحاد الدولي لمنظمات تقديم الرعاية
- التحالف الكندي لمقدمي الرعاية  نسخة محفوظة 28 يونيو 2013 على موقع واي باك مشين.
- مقدمو الرعاية بأستراليا
- مقدمو الرعاية بالمملكة المتحدة
- اتحاد مقدمي الرعاية الأسرية (الولايات المتحدة)
- اتحاد رعاية الأزواج
- اتحاد مقدمي الرعاية الهولندي (LOT)
- صندوق الأميرة الملكي لمقدمي الرعاية (المملكة المتحدة)
- سوشيالستايرلسين: المجلس الوطني للصحة والسلامة (السويد)
- مقدمو الرعاية بأيرلندا
- معهد روزالين كارتر لتقديم الرعاية